# Portland Trail Blazers

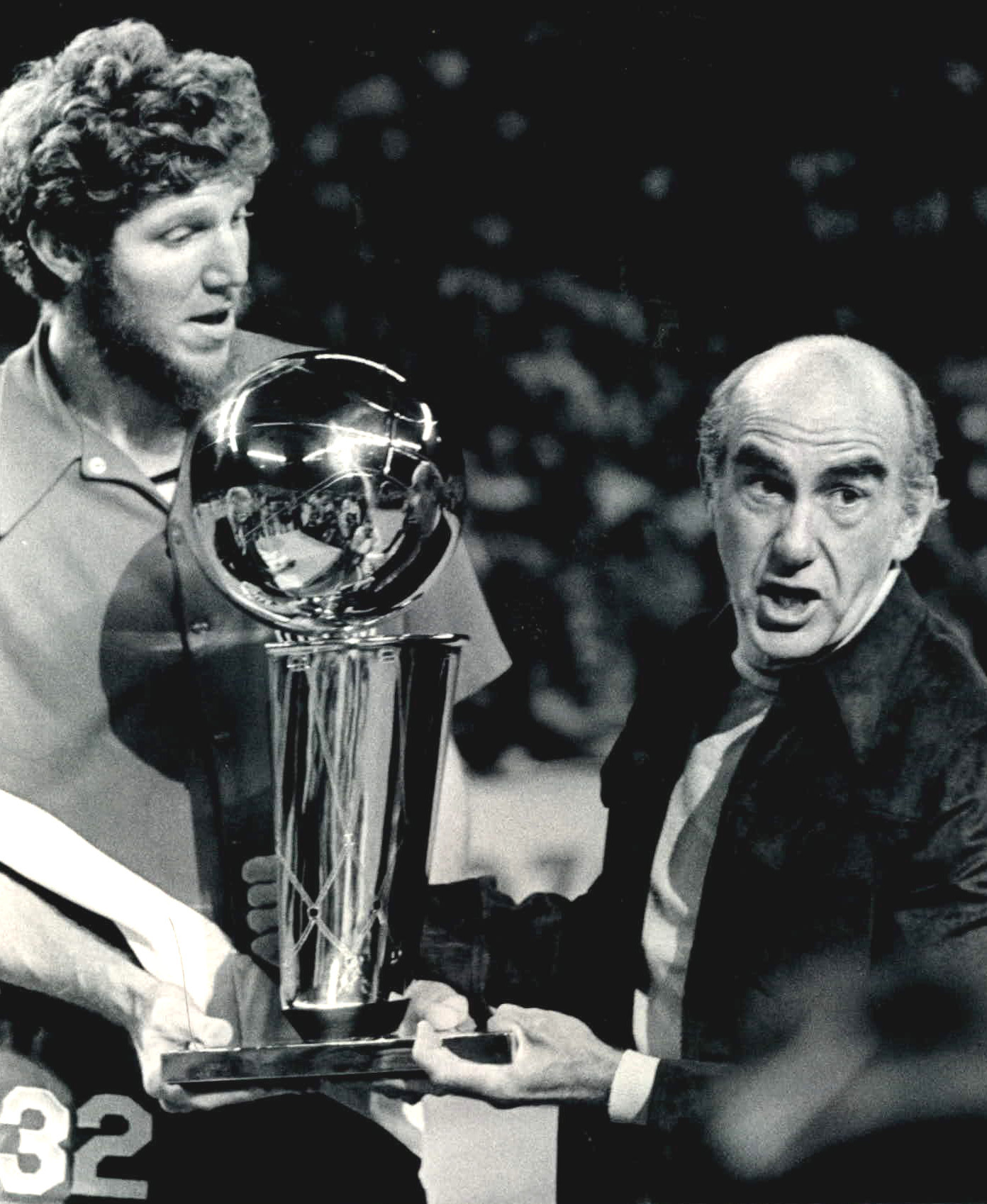
Bill Walton och tränaren Jack Ramsay, med NBA-pokalen 1977. Lagets första och hittills enda NBA-titel.

Portland Trail Blazers är en amerikansk basketorganisation, bildad 1970, vars lag är baserat i Portland i Oregon och spelar i NBA. Laget spelar sina hemmamatcher i Moda Center, som har en kapacitet på 20 630 åskådare. Laget ägdes av Paul Allen, en av grundarna till Microsoft. Sedan hans död 2018 ägs laget av Paul G. Allen Trust, med hans syster Jody Allen som ordförande.
Laget vann sin hittills enda NBA-titel säsongen 1976/1977, då man besegrade Philadelphia 76ers med 4-2 i matcher. Man spelade även final 1990 (förlust med 1–4 mot Detroit Pistons) och 1992 (förlust med 2–4 mot Chicago Bulls).

## Spelartruppen 2025/2026
Senast uppdaterad: 22 juli 2025.

Alla spelare som har kontrakt med Portland Trail Blazers. Spelarnas löner är i amerikanska dollar och är vad de skulle få ut om spelarna vore i NBA-truppen under hela säsongen.
| Nr                                |            | Namn                | Pos   | Lön 25/26   |        | Kontrakt | Kom till laget | Kom ifrån                   |
| --------------------------------- | ---------- | ------------------- | ----- | ----------- | ------ | -------- | -------------- | --------------------------- |
| 00                                | USA        | Scoot Henderson     | PG    | $10 748 040 | [ 4 ]  | 2027     | 2023           | NBA G League Ignite         |
| 0                                 | USA        | Damian Lillard      | PG    | $12 962 963 | [ 5 ]  | 2028     | 2025           | Milwaukee Bucks             |
| 4                                 | Australien | Matisse Thybulle    | SG    | $11 550 000 | [ 6 ]  | 2026     | 2023           | Philadelphia 76ers          |
| 5                                 | USA        | Jrue Holiday        | PG/SG | $32 400 000 | [ 7 ]  | 2028     | 2025           | Boston Celtics              |
| 8                                 | Israel     | Deni Avdija         | SG/SF | $14 375 000 | [ 8 ]  | 2028     | 2024           | Washington Wizards          |
| 9                                 | USA        | Jerami Grant        | PF/SF | $32 000 001 | [ 9 ]  | 2028     | 2022           | Detroit Pistons             |
| 14                                | USA        | Blake Wesley        | PG/SG | $2 378 870  | [ 10 ] | 2026     | 2025           | San Antonio Spurs           |
| 16                                | Kina       | Yang Hansen         | C     | $4 422 396  | [ 11 ] | 2029     | 2025           | Qingdao Eagles              |
| 17                                | Kanada     | Shaedon Sharpe      | SG    | $8 399 983  | [ 12 ] | 2026     | 2022           | Dream City Christian School |
| 21                                | Frankrike  | Rayan Rupert        | SG    | $2 221 677  | [ 13 ] | 2026     | 2023           | New Zealand Breakers        |
| 23                                | USA        | Donovan Clingan     | C     | $7 128 400  | [ 14 ] | 2028     | 2024           | Connecticut Huskies         |
| 24                                | USA        | Kris Murray         | PF/SF | $3 132 000  | [ 15 ] | 2027     | 2023           | Iowa Hawkeyes               |
| 26                                | Australien | Duop Reath          | C     | $2 221 677  | [ 16 ] | 2026     | 2023           | Al Riyadi Club Beirut       |
| 33                                | Belgien    | Toumani Camara      | PF    | $2 221 677  | [ 17 ] | 2027     | 2023           | Phoenix Suns                |
| 35                                | USA        | Robert Williams III | C     | $13 285 713 | [ 18 ] | 2026     | 2023           | Boston Celtics              |
| --                                | USA        | Andrew Carr         | PF/C  | $1 272 868  | [ 19 ] | 2026     | 2025           | Kentucky Wildcats           |
| --                                | USA        | Sean Pedulla        | PG    | $1 272 868  | [ 20 ] | 2026     | 2025           | Ole Miss Rebels             |
| Tvåvägskontrakt                   |            |                     |       |             |        |          |                |                             |
| Nr                                |            | Namn                | Pos   | Lön 25/26   |        | Kontrakt | Kom till laget | Kom ifrån                   |
| 2                                 | USA        | Caleb Love          | PG/SG | $636 434    | [ 21 ] | 2026     | 2025           | Arizona Wildcats            |
| 91                                | Frankrike  | Sidy Cissoko        | PG/SF | $636 434    | [ 22 ] | 2026     | 2025           | San Antonio Spurs           |
| Positioner: PG – SG – SF – PF – C |            |                     |       |             |        |          |                |                             |

### Spelargalleri

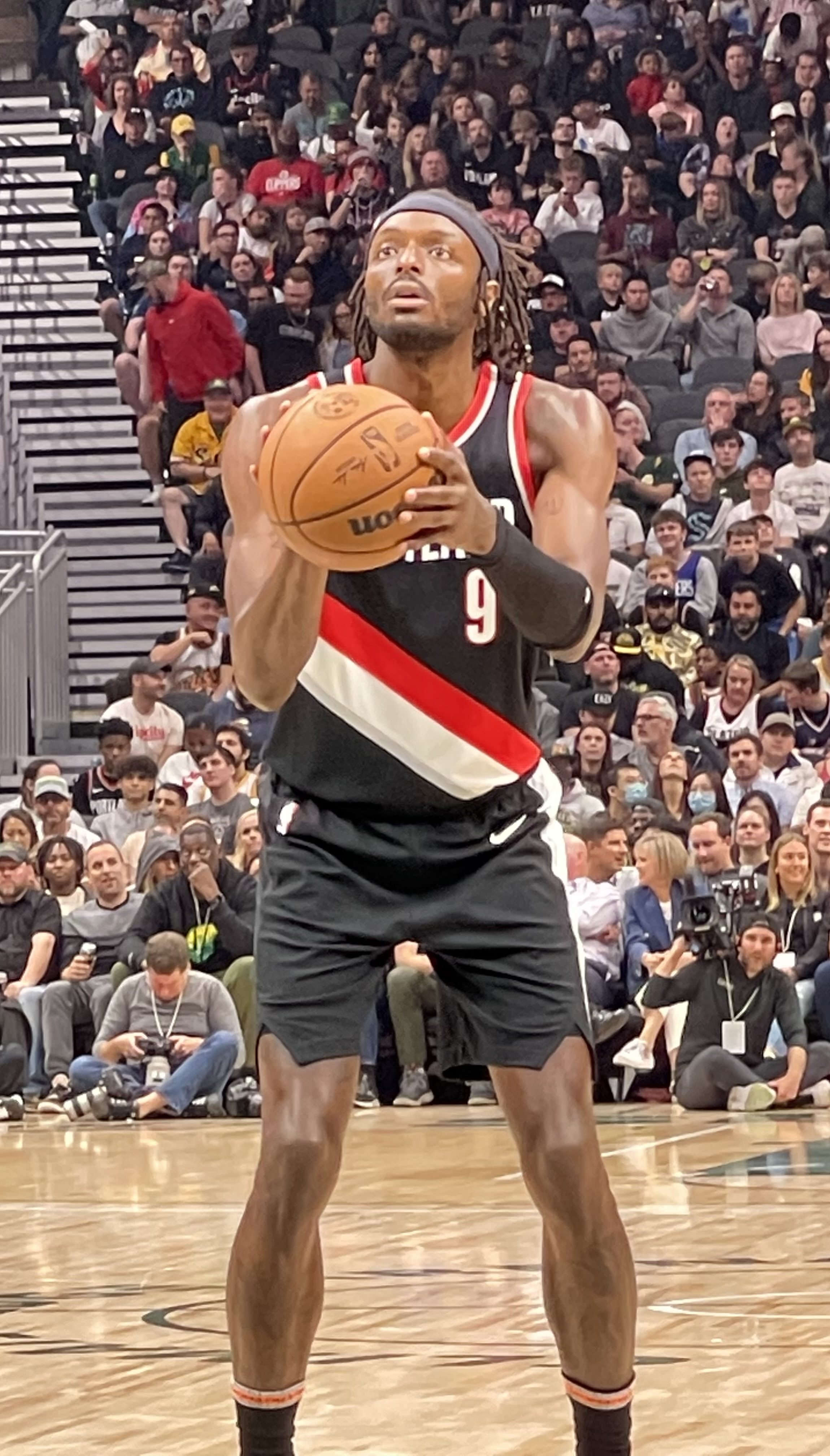
Jerami Grant
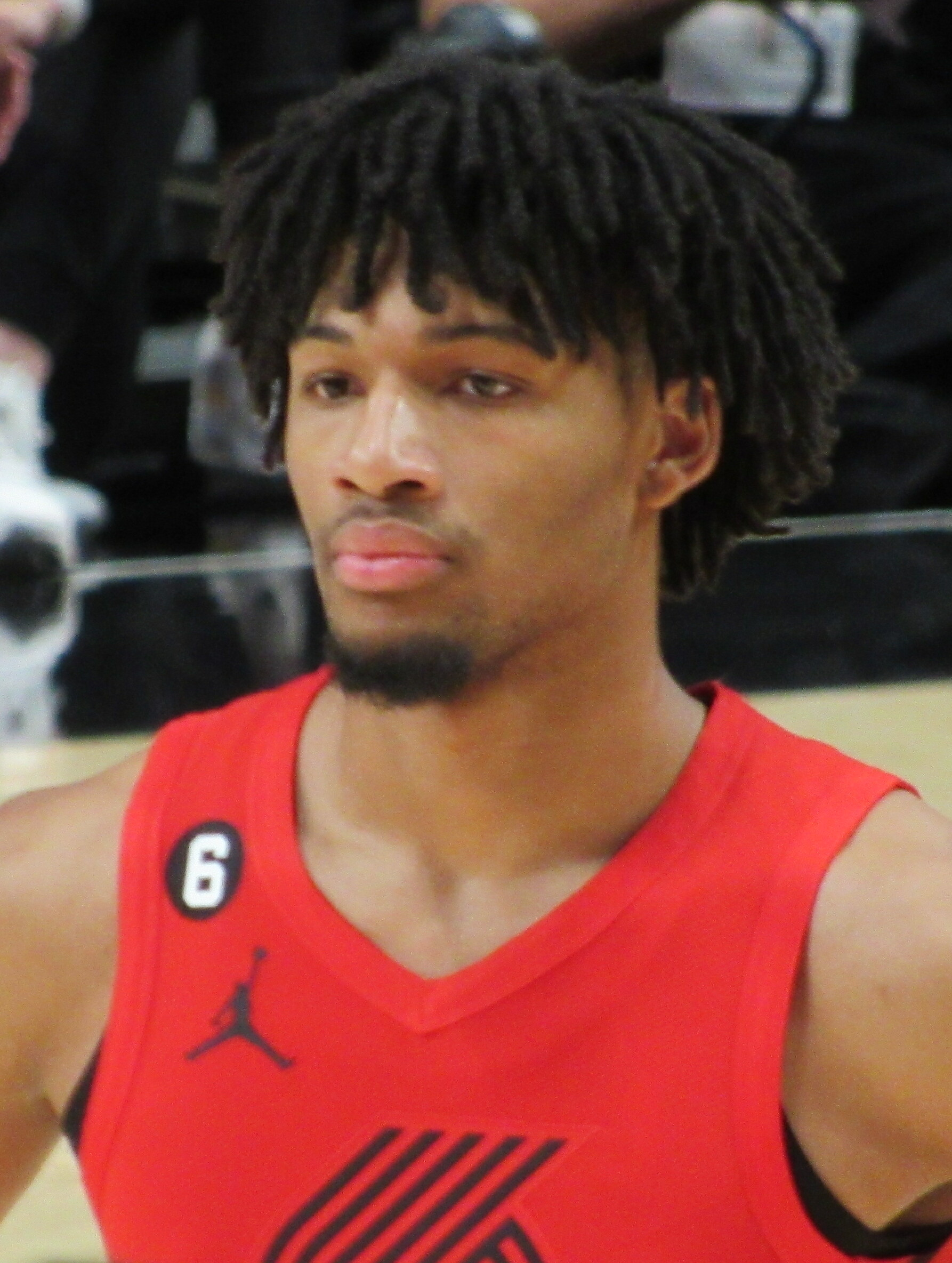
Shaedon Sharpe